# Rue du Faubourg-Saint-Martin
La rue du Faubourg-Saint-Martin è una via di Parigi lunga 1886 m, che attraversa il X arrondissement, collegando la Porte Saint-Martin al boulevard de la Villette presso la Rotonde de la Villette.

## Storia
Il tracciato di questa via è quello della via romana che partiva da Lutezia diretta verso nord e passante per le attuali rue du Château-Landon, rue Philippe-de-Girard, rue de la Chapelle per poi giungere a Saint-Denis.
La rue du Faubourg-Saint-Martin deve il suo nome al fatto di essere il prolungamento della rue Saint-Martin, ma all'esterno del muro di cinta simbolizzato dalla Porta Saint-Martin: essa non fa più parte del bourg ma si trova nel faux-bourg (falso borgo), formatosi oltre la porta.
Essa porta il nome di rue du Faubourg Saint-Martin tra il boulevard Saint-Denis e la rue du Château-d'Eau, per la sua vicinanza alla porta, e rue du Faubourg Saint-Laurent dall'altra parte. Queste due parti sono state riunite sotto l'attuale nome durante la rivoluzione francese con il nome provvisorio di Faubourg du Nord.

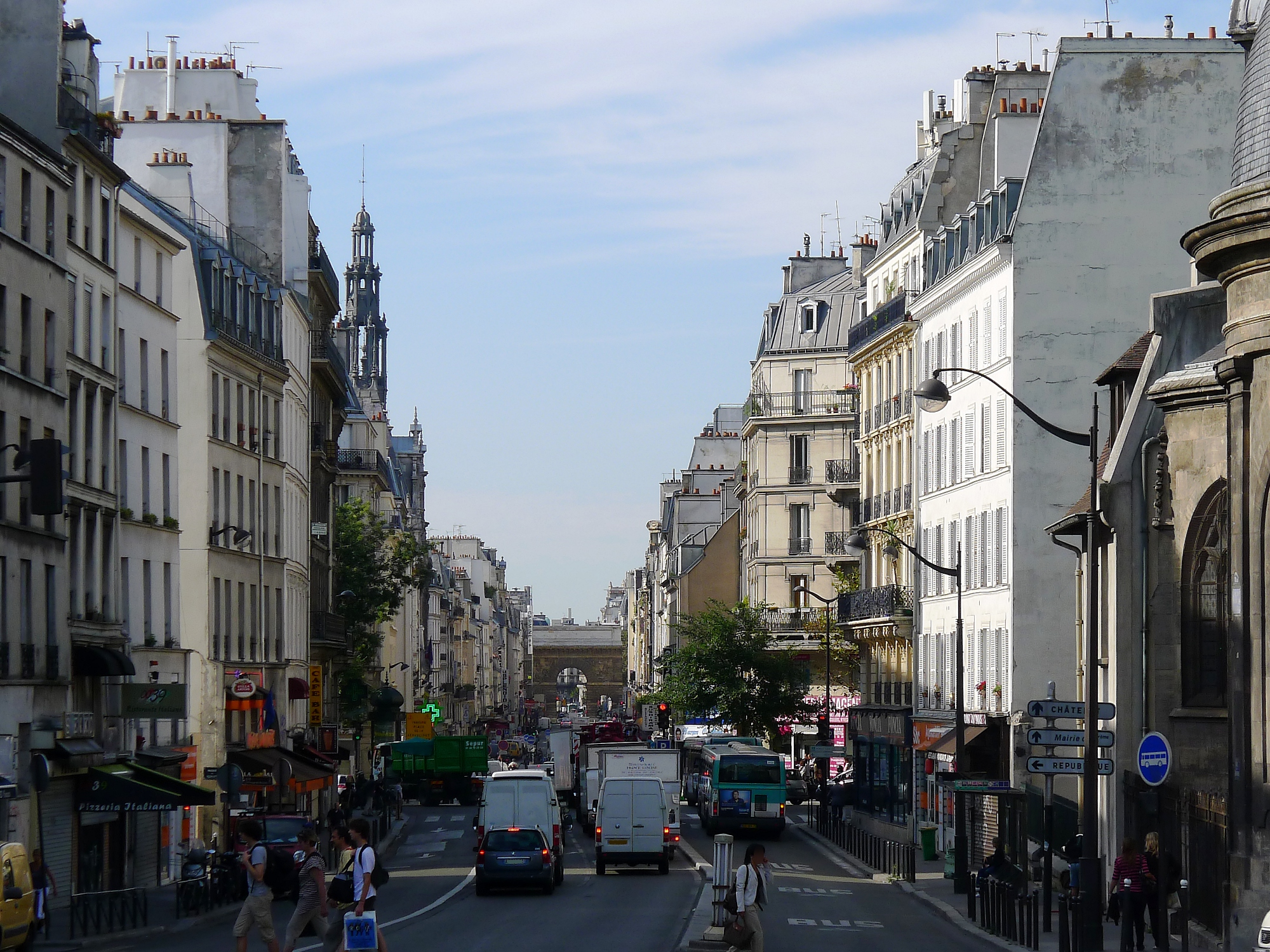
La rue du Faubourg-Saint-Martin (2011) in direzione della porte Saint-Martin.
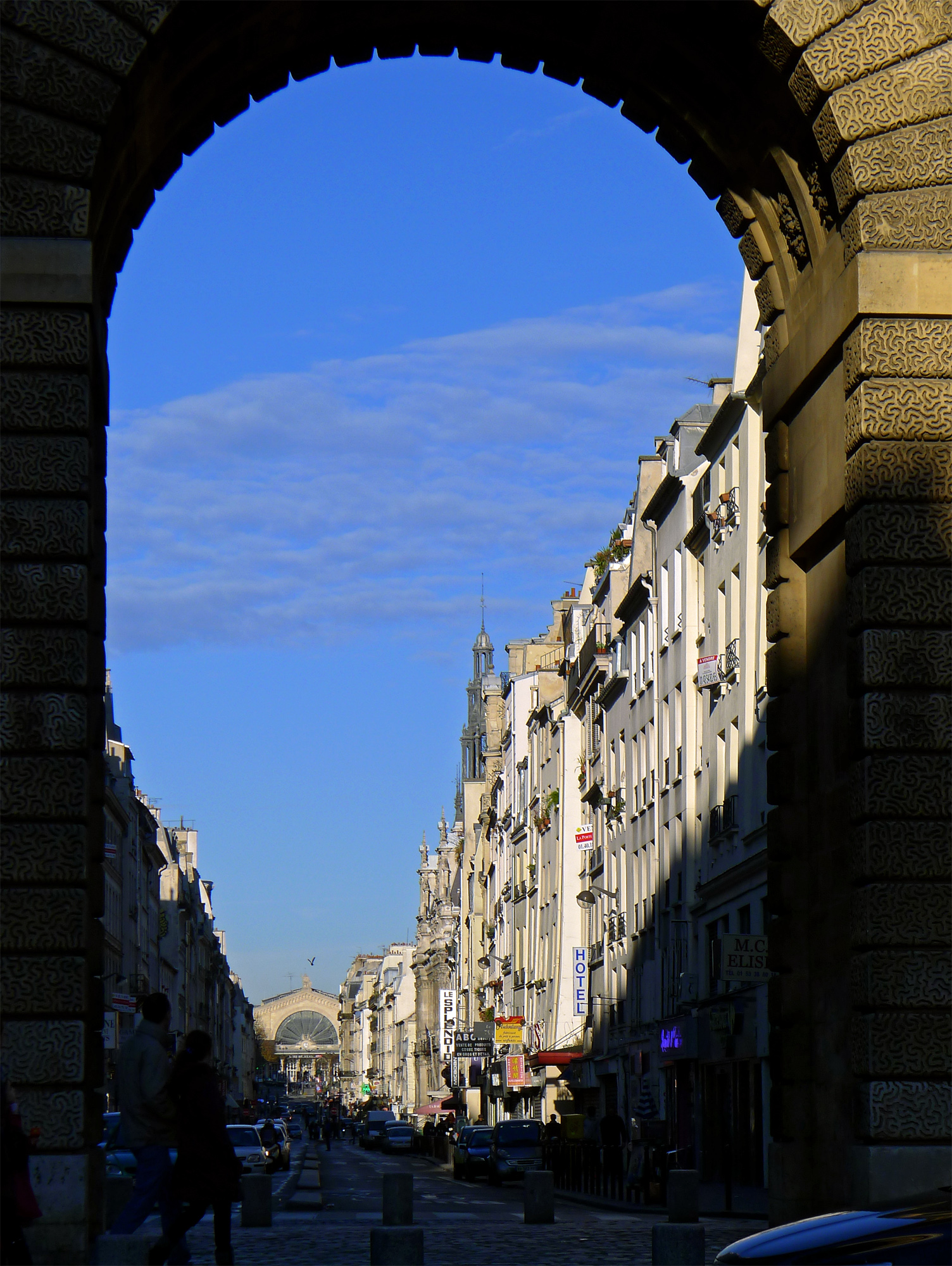
Vista della rue dietro la porte Saint-Martin

## Trasporti
La via è servita dalle stazioni della Metropolitana di Parigi: Strasbourg - Saint-Denis, Château d'Eau, Gare de l'Est, Château-Landon, Louis Blanc e Stalingrad.

## Luoghi d'interesse

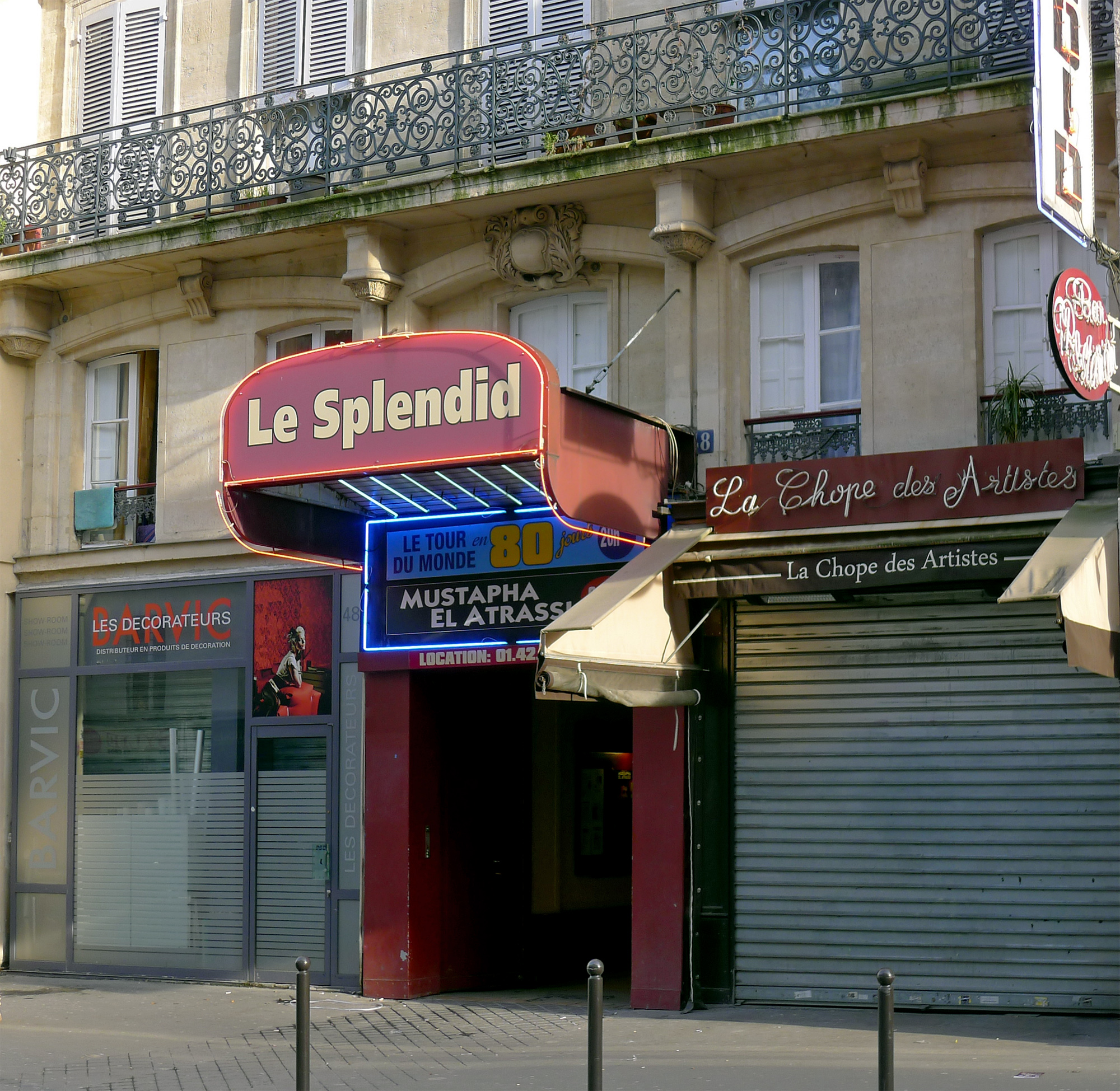
Le Splendid nel 2014

(per numero civico)
- N. 11: Caffè le Batifol[1] presso la porta Saint-Martin era punto d'incontro di artisti e cantanti negli anni cinquanta. Successivamente, negli sessanta, al primo piano, si trovavano un club di scacchi ed una sala da biliardo
- N. 11: [2] ingresso di servizio del teatro Comédia (l'antico Eldorado, l'ingresso principale si trova in boulevard de Strasbourg.[3])
- N. 48: Mistinguett e Maurice Chevalier si esibivano nel teatro Le Splendid, che fu poi trasformato in sala cinematografica, poi nuovamente in sala da spettacolo negli anni ottanta, con la troupe dello Splendid e les Bronzés[4].
- N. 65: Erezione, in opera dal 1722 al 1787, della barrière d'octroi, chiamata Fausse-Porte Saint Martin (falsa Porta Saint Martin). Essa era posta ove la via attraversava la Grande fogna.
- N. 67: Nel 1784 fu creato il primo Grande Magazzino di Parigi Le Tapis Rouge; oggi trasformato in Sala congressi e per eventi d'impresa
- N. 68: Chiesa di San Lorenzo

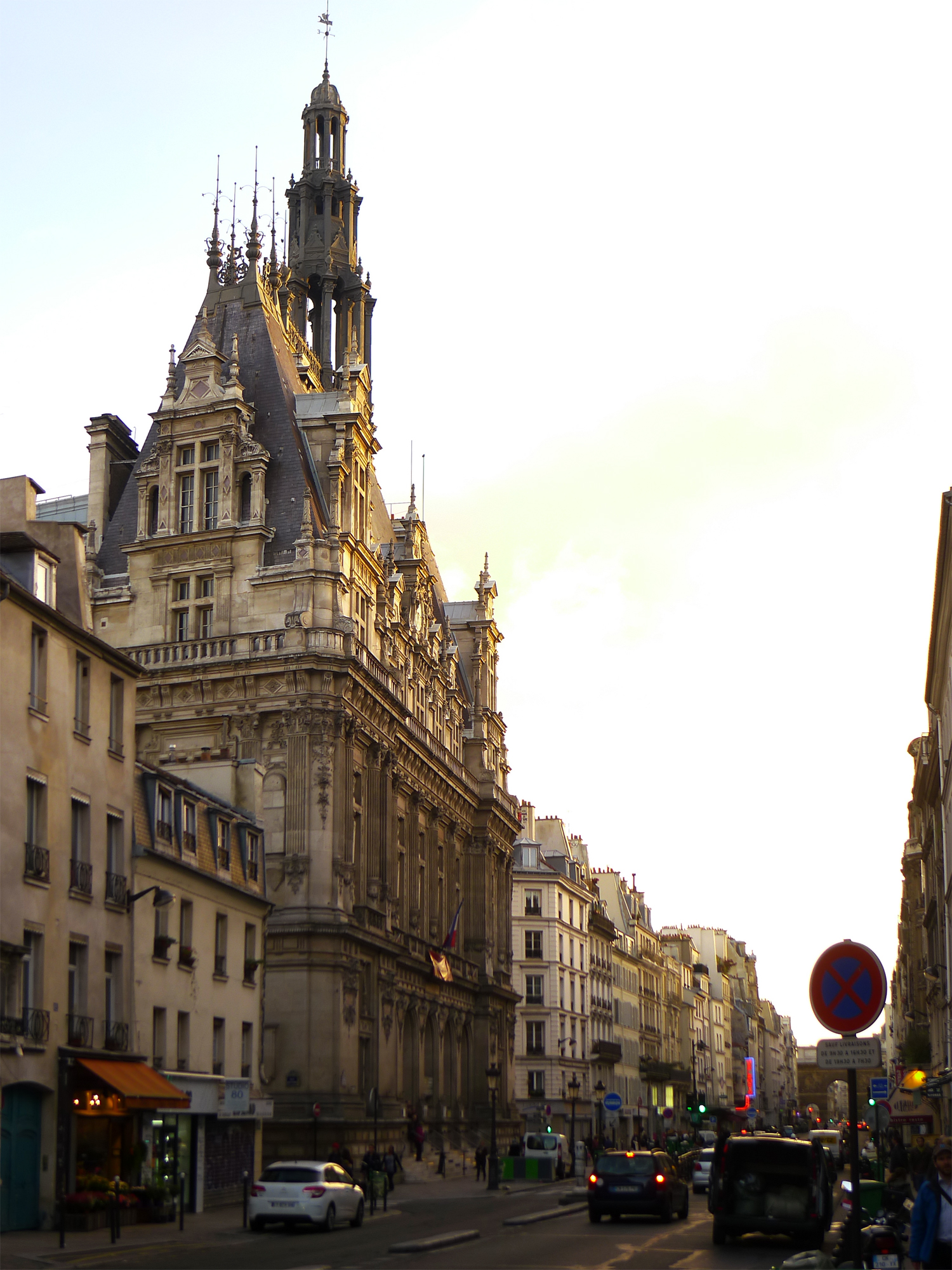
Palazzo municipale del X arrondissement

- N. 72: Palazzo municipale del X arrondissement

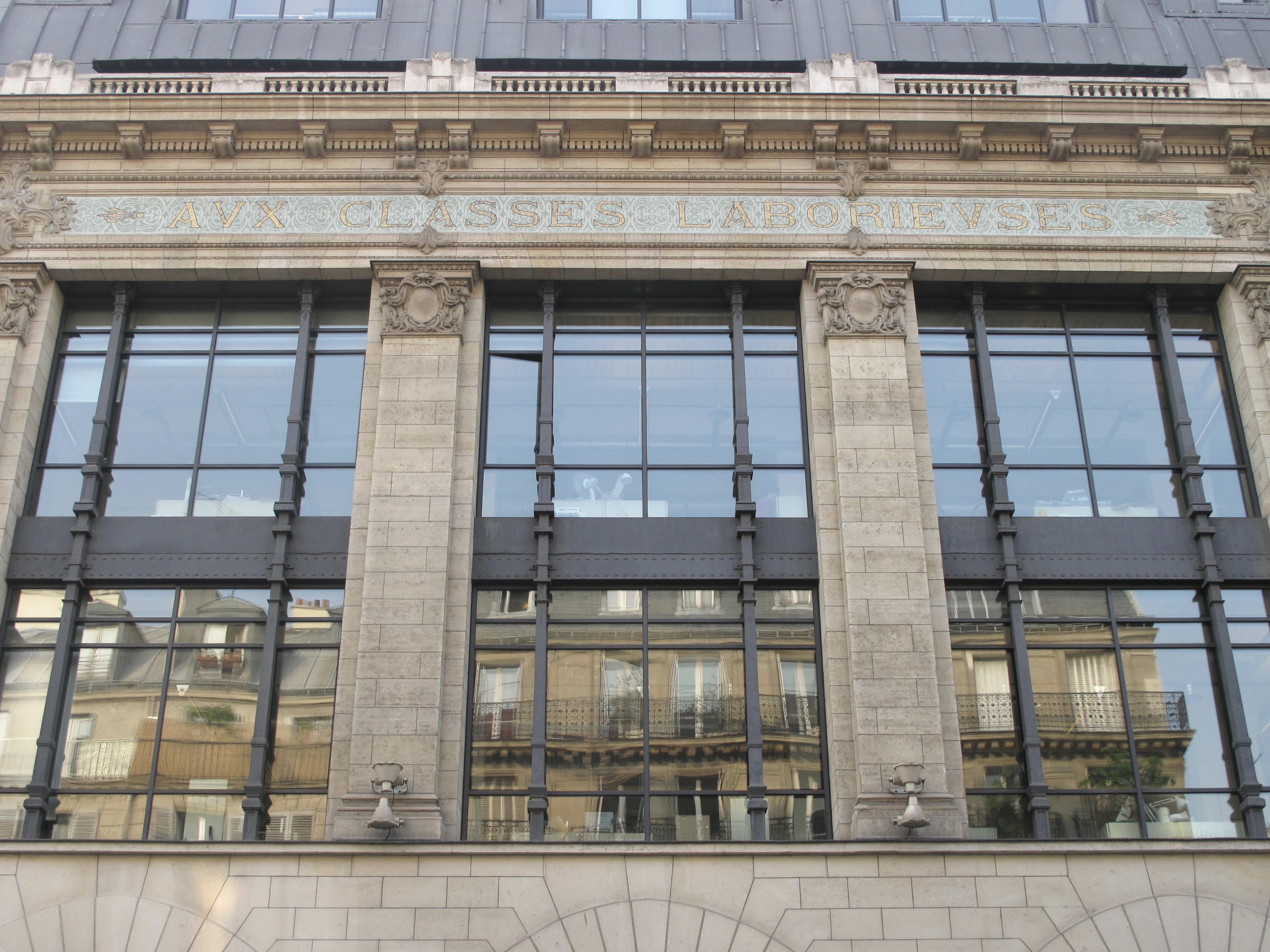
Rue du Faubourg-Saint-Martin 85/87: Antico magazzino Lévitan

- N. 85/87: Antico magazzino di mobili Lévitan.[5] L'edificio era in origine un magazzino di tessuti e sulla facciata si vede ancora l'iscrizione originale «Aux Classes Laborieuses». In seguito divenne le magasin Lévitan, il cui proprietario, Wolf Lévitan, era ebreo. Durante l'occupazione nazista l'immobile venne requisito dalla Dienststelle Westen[6] nell'estate del 1943.
Il magazzino divenne il Lager-Ost (campo est), emanazione parigina del campo di internamento di Drancy. 120 internati del campo di Drancy vi furono trasferiti il 18 luglio 1943. I detenuti ebrei lavoravano nei piani alla selezione degli oggetti che arrivavano quotidianamente e in gran numero dagli appartamenti delle famiglie ebree deportate. I detenuti vuotavano le casse e riordinavano il bottino: alcuni videro passare i beni della loro famiglia e dei loro vicini di casa. La sera essi mangiavano e dormivano all'ultimo piano del palazzo. Talvolta venivano autorizzati a recarsi sulla terrazza, unica possibilità per loro di poter prendere aria e di vedere la luce del sole.
Il 12 agosto 1944 gli ebrei che non erano ancora stati deportati furono evacuati con autobus diretti a Drancy ed alcuni di essi riuscirono ad evadere durante il trasporto. I rimanenti vennero finalmente liberati il 18 agosto 1944.
Dopo la guerra il fabbricato venne riconvertito in parcheggio, poi in immobile per uffici.
Una targa, posta sulla facciata, recita:

- N. 206: Casa natale del fotografo gallerista Eugène Druet
- N. 234: [2] Antica fabbrica di corsetti Claverie, fondata nel 1860 da Auguste Claverie. La bottega, di stile Art Déco (classificata monumento storico dal 29 giugno 2011), fu frequentata da Arletty, Joséphine Baker e Mistinguett.

La stazione ferroviaria di Parigi Est è parzialmente fiancheggiata sul lato orientale dalla via.